# Bran Van 3000
Bran Van 3000 (även kallad Bran Van eller BV3) är ett kanadensiskt musikkollektiv från Montréal i Québec. Det grundades av DJ:en James Di Salvio.
Bran Van 3000 släppte sin första singel, Drinkin’ in L.A., i Kanada i februari 1997. Det första albumet, Glee, släpptes i april samma år. Albumet sålde guld till året därpå och vann ett Juno Award.
I mars 1998 släpptes Glee utanför Kanada. Albumet fick inga större framgångar, men när Drinkin’ in L.A. släpptes slog den. Singeln hamnade på tredje plats på den brittiska topplistan efter att den var med i en reklamkampanj för ölet Rolling Rock.
Sommaren 2001 släppte Bran Van 3000 ett nytt album, Discosis.

## Diskografi

### Album
- 1997 – Glee
- 2001 – Discosis
- 2007 – Rosé
- 2010 – The Garden

### Singlar
- 1997 – Drinkin’ In L.A.
- 1998 – Afrodiziak
- 2001 – Astounded
- 2001 – Royal